# Schausia
Schausia é um gênero de traça pertencente à família Arctiidae.